# Senâm
Senâm es el nombre de una larga y baja colina situada en la provincia de M'sila, al suroeste de Argel en Argelia. La colina está cubierta con un gran número de círculos de piedra.
Estos círculos de piedra se construyen de piedra caliza natural, con losas de dos a tres pies de alto. El diámetro de los círculos varía entre aproximadamente 23 pies (± 7 metros) a 34 pies (± 10 metros). La entrada está en el lado sureste por un orificio rectangular en la pared. No está claro si el nicho una vez fue techado. El centro del círculo está lleno de piedras para fines desconocidos, posiblemente usados como una tumba. 